# 야카타 미유
야카타 미유(일본어: 矢形 海優, 1999년 12월 30일~)는 일본의 여자 축구 선수이다.

## 구단 경력
그녀는 2013년 세레소 오사카에 입단했다. 2020년까지 123경기에 출전하여, 35득점을 넣었다. 2021년 마이나비 센다이로 이적했다. 2023년 세레소 오사카로 복귀했다. 2025년 마이나비 센다이로 이적했다.

## 국가대표팀 경력
그녀는 2025년 EAFF E-1 풋볼 챔피언십에 참가할 일본 국가대표팀에 발탁되었으며, 7월 9일 중화 타이베이와의 경기에서 데뷔했다.